# عبدالله‌آباد ۱
عبدالله‌آباد یک یک روستا در ایران است که در بخش مرکزی شهرستان بردسیر واقع شده‌است. عبدالله‌آباد یک ۲۰ نفر جمعیت دارد.